# Frankfurter Vorstadt
Die Frankfurter Vorstadt, auch Hammervorstadt genannt, ist eine der drei mittelalterlichen Vorstädte der mittelhessischen Stadt Limburg an der Lahn.
Die Limburger Vorstädte entstanden in der Zeit nach dem großen Stadtbrand von 1289, als innerhalb der Stadtmauer nicht mehr genügend Platz für die wachsende Bevölkerung war. Das erste belegte Gebäude vor dem Hammertor (Standort Höhe Frankfurter Straße 7) ist 1279 das Haus Kastell. Für das 14. Jahrhundert sind Rasthäuser und  Schmieden bekannt, deren Kundschaft Reisende und Händler waren.
Nach einem zweiten großen Stadtbrand im Jahr 1342 wurde mit der Schiede, einem insgesamt etwa 25 Meter breiten Befestigungsring mit Graben und Wall, eine Landwehr für die Frankfurter und Diezer Vorstadt geschaffen. Ob das Motiv der Schutz des neuen Siedlungsgebiets, die Sicherung der zahlreichen Gärten und landwirtschaftlichen Flächen oder die bewusste Förderung der Vorstädte war, ist im Rückblick unklar. Vollständig besiedelt wurde das neu umschlossene Gebiet erst im späteren 19. Jahrhundert.
Das Gebiet der Frankfurter Vorstadt war im kurtrierischen Besitz, bis es gegen 1690 parzelliert und an Privatleute verkauft wurde. Aus dieser Zeit sind die Häuser Frankfurter Straße 20/22, 21 und 24 erhalten. Alle weiteren Gebäude dieser Zeit wurden bis Anfang des 20. Jahrhunderts ersetzt.

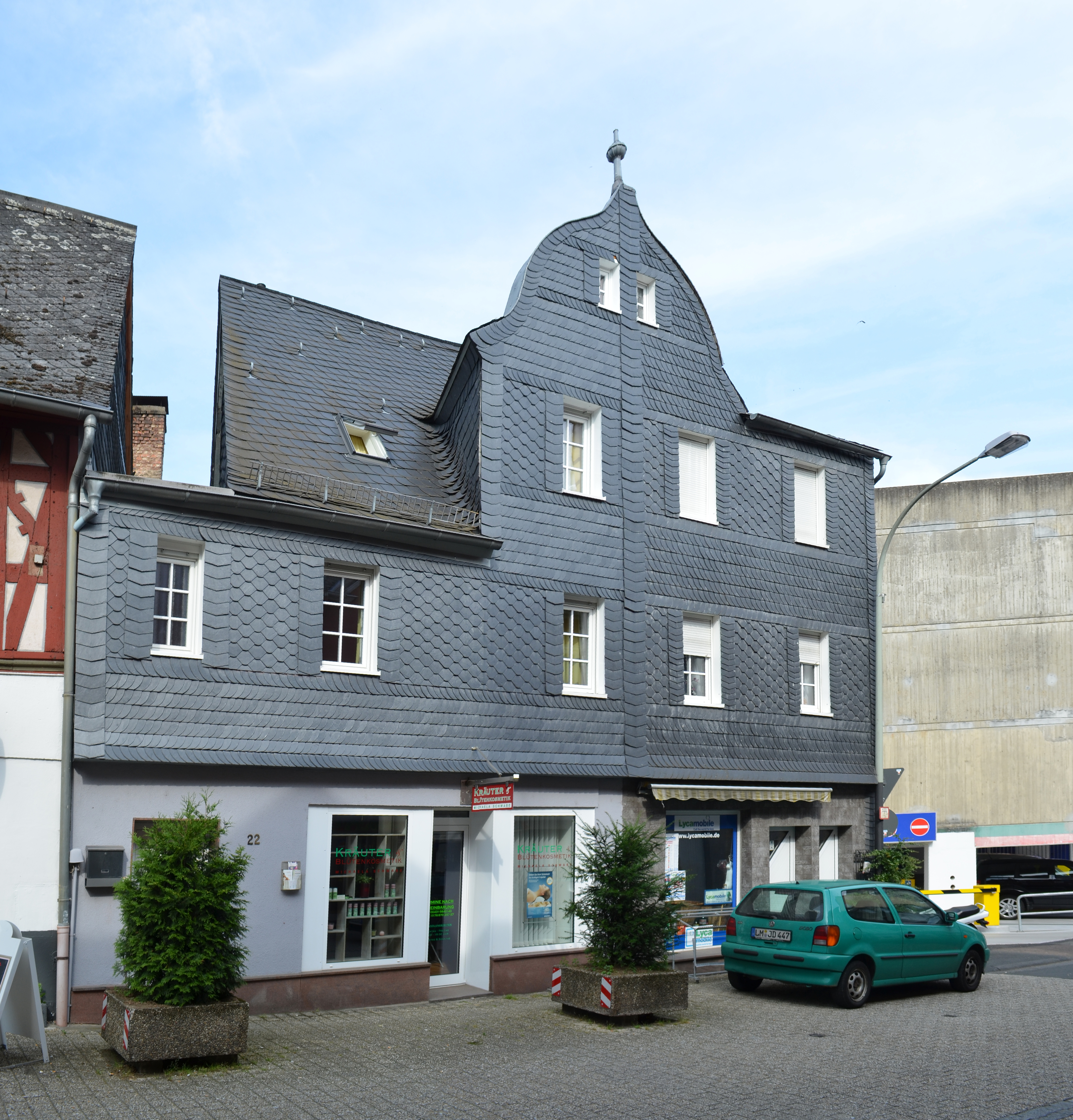
Frankfurter Straße 20/22, erbaut um 1700
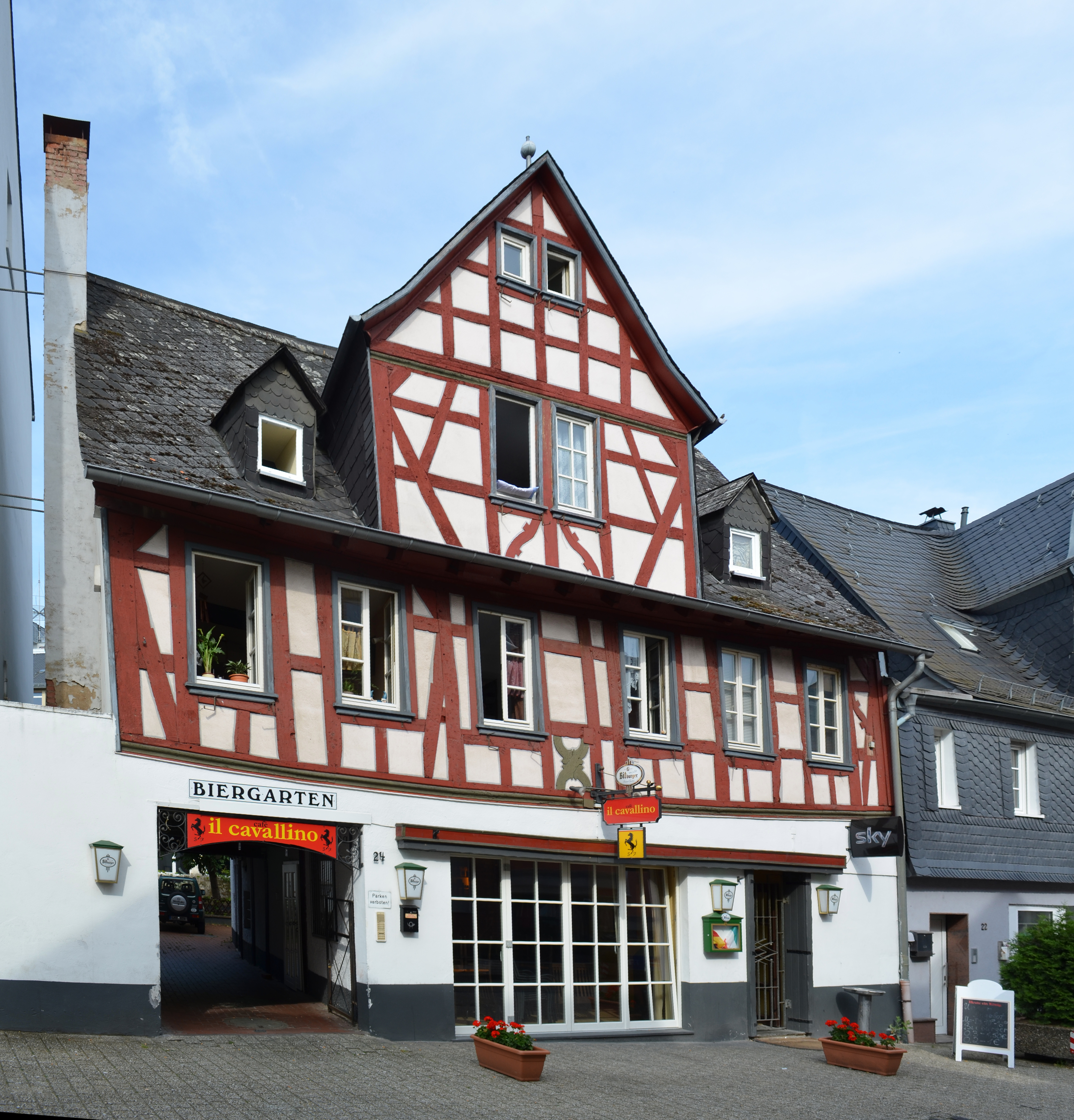
Frankfurter Straße 24, erbaut um 1720

1861/62 wurde die Lahntalbahn erbaut, deren Gleise die Frankfurter Vorstadt zerteilten. Nachdem 1982 der Schiedetunnel eröffnet und der Verkehr nunmehr um die Altstadt herumgeführt wurde, wurde der Bahnübergang entfernt und die Frankfurter Straße verlor im Bereich der Vorstadt endgültig ihre Funktion als Hauptverkehrsader.
Die in großen Teilen erhaltene Bausubstanz an der Frankfurter Straße zwischen Grabenstraße und Schiede ist Kulturdenkmal und Bestandteil der Gesamtanlage Altstadt und Frankfurter Vorstadt.